# Anna van Hees
Anna Catharina van Hees, (Oisterwijk, 6 april 1768 – 's-Hertogenbosch, 14 februari 1825), was een katholieke mystica en mede-initiatiefneemster van een der eerste congregaties van Nederland.
Anna Van Hees begon haar loopbaan als eenvoudige dienstbode bij diverse werkgevers en werd uiteindelijk geïnspireerd door de derde-orde regel van Franciscus, bestemd voor leken die in de wereld leven en tevens een religieus getint bestaan leiden. Als biechtvader koos ze Jacobus Antonius Heeren, een kapelaan te 's-Hertogenbosch.
Ze ontwikkelden een vertrouwensrelatie die voortkwam uit een door beiden voorgestane mystieke traditie bestaande uit de navolging van het lijden van Christus, gepaard gaand met boetedoening en zelfkastijding; vergelijk de Navolging van Christus. Dit leidde bij Anna van Hees uiteindelijk tot visioenen en verschijningen, waardoor ze meende een rechtstreekse verbinding met Christus te hebben.
De sociale nood in de parochie waar Heeren werkte was erg hoog, mede door de nasleep van de napoleontische tijd. Hij probeerde tot een oplossing hiervoor te komen. Van Hees was al betrokken bij een groep ongehuwde vrouwen die verwaarloosde kinderen aan een gastgezin hielpen. De hulp van deze groep, die veelal uit rijkere vrouwen bestond, werd ook ingeroepen bij de verzorging van ongeneeslijk zieke ouderen. Zo ontstond de congregatie van Dochters van Maria en Joseph waarvan Van Hees de eerste moeder-overste werd, hoewel ze van eenvoudige komaf was. Ze stond bekend als het 'heilig Kaatje'.